# Кашта
Кашта — давньоєгипетський фараон з XXV династії, цар Кушу.

## Життєпис
У буквальному перекладі його ім'я означає «кушит».
Імовірно, був братом свого попередника Алари. Вважається, що і Кашта й Алара були одружені з власними сестрами, але деякі дослідники вважають, що явних доказів такого факту немає.
Єдиною відомою дружиною Кашти була Пебатма. Діти фараона:
- фараон Піанхі — вважається сином Кашти. Можливо, син Пебатми.
- фараон Шабака — згадується як брат принцеси Аменірдіс, відповідно син Кашти й Пебатми[2][4].
- цариця Хенса — дружина Піанхі, вважається дочкою Кашти[4] та, можливо, Пебатми[2].
- цариця Пексатер — була одружена з Піанхі й похована в Абідосі. Можливо, померла, супроводжуючи Піанхі у його військовому поході до Єгипту[4].
- «дружина бога Амона» Аменірдіс. На статуї Аменірдіс згадується, що вона була дочкою Кашти й Пебатми.
- Неферукакашта — вважається дочкою Кашти[4] та, можливо, Пебатми[2].

Кашта керував Нубією з міста Напата (за 400 км на північ від Хартума, сучасної столиці Судану). Він поширював свій контроль над Верхнім Єгиптом, зумівши призначити свою дочку, Аменірдіс I, «дружиною бога Амона» у Фівах одразу після Шепенупет I, дочки Осоркона III. Це стало «ключовим моментом у процесі розширення влади кушитів над єгипетськими територіями», оскільки легалізувало контроль над єгипетською областю Фіваїда.
Мирний характер контролю Кашти над Нижнім і Верхнім Єгиптом підтверджується тим, що нащадки Осоркона III, Такелот III і Рудамон мали високий соціальний статус у Фівах у другій половині VIII та у першій половині VII століть до н. е. Стела часів царювання Кашти, знайдена в Елефантині (нині Асуан) — у місцевому храмі бога Хнума — свідчить про його контроль над тим регіоном. На ній зазначено його тронне ім'я.
Деякі джерела вважають Кашту засновником XXV єгипетської династії фараонів, оскільки він був першим відомим царем кушитів, який розширив вплив свого царства на Верхній Єгипет. За часів правління Кашти кушити, які заселили території між третім і четвертим порогами Нілу, доволі швидко перейняли єгипетські традиції, релігію та культуру.